# Родні Стоун
«Родні Стоун» (англ. Rodney Stone) — готичний роман-таємниція шотландського письменника сера Артура Конан-Дойла.
Книга являє собою спогади літнього моряка Родні Стоуна про своє дитинство та юність. Хлопець виріс у сільській місцевості, Сассексі, але у віці сімнадцяти років був запрошений до Лондона своїм дядьком сером Чарльзом Треджеллісом, шановним джентльменом, законодавцем моди, що був знайомий з найважливішими особами Великої Британії.
Цей роман — один з перших творів світової літератури, присвячених світу спорту, зокрема, боксу. Згадуються або навіть беруть участь такі відомі боксери, як Джем Белчер, Джон Джексон Даніель Мендоза та інші. Також у сюжет включена ціла низка відомих суспільних та політичних діячів, таких як Принц Уельський, лорд Нельсон, сэр Джон Ладе, лорд Кокрен и Бо Браммелл.